# Catedral de Nuestra Señora de la Inmaculada Concepción (Bangui)
La Catedral de Nuestra Señora de la Inmaculada Concepción (en francés: Cathédrale Notre-Dame de l’Immaculée Conception) es el nombre que recibe un edificio religioso que funciona como la catedral de la Iglesia católica bajo la jurisdicción de la arquidiócesis de Bangui en la República Centroafricana (RCA). Se trata de una iglesia grande y elegante construida con ladrillo rojo y que es de tipo común en las colonias tropicales francesas. Se encuentra a 2 km del estadio nacional en la capital de ese país africano, la ciudad de Bangui.
Su construcción se remonta a los años 1930. Su nombre completo es Catedral de Nuestra señora de la Inmaculada Concepción, aunque a veces es llamada Catedral de Nuestra Señora de Fátima (cathédrale Notre-Dame de Fatima).